# Robotnik wykwalifikowany
Robotnik wykwalifikowany – tytuł pracownika wykwalifikowanego, otrzymywany najczęściej po ukończeniu 3-letniej Szkoły Branżowej I stopnia i zdaniu egzaminu potwierdzającego kwalifikacje zawodowe (dawniej pracy dyplomowej). Zajęcia teoretyczne odbywają się zwykle w szkole, a doświadczenie zawodowe uczniowie zdobywają u rzemieślników i w zakładach pracy jako pracownicy młodociani.